# Simon Pouplin
Simon Pouplin (* 28. května 1985, Cholet) je francouzský fotbalový brankář,
který momentálně působí v klubu SC Freiburg.

## Ocenění
- Mistr Coupe Gambardella Rennes 2003